# Ribonucleosídeo-trifosfato redutase
Ribonucleosídeo-trifosfato redutase (EC 1.17.4.2, ribonucleosídeo redutase, 2'-deoxiribonucleosídeo-trifosfato:tioredoxina-oxidada 2'-oxidoredutase) é uma enzima com nome sistemático 2'-deoxyribonucleoside-triphosphate:thioredoxin-disulfide 2'-oxidoreductase. Esta enzima catalisa a seguinte reação química:
Trifosfato de 2'-deoxirribonucleosídeo + dissulfeto de tiorredoxina + H2O {\displaystyle \rightleftharpoons } trifosfato de ribonucleosídeo + tiorredoxina
Ribonucleosídeo-trifosfato redutase requer uma coenzima cobamida e ATP.